# Ophiocymbium cavernosum
Ophiocymbium cavernosum är en ormstjärneart som beskrevs av George Richard Lyman 1880. Ophiocymbium cavernosum ingår i släktet Ophiocymbium och familjen knotterormstjärnor. Inga underarter finns listade i Catalogue of Life.